# Koukkulampi (södra)
Koukkulampi och Koukkulampi (norra), eller Koukkulammit är sjöar i Finland. De ligger i kommunen Rovaniemi i landskapet Lappland, i den norra delen av landet, 700 km norr om huvudstaden Helsingfors. Koukkulammit ligger 130,3 meter över havet. Arean är 6,7 hektar och strandlinjen är 1,41 kilometer lång. Sjön  ingår i Kemi älvs huvudavrinningsområde. 